# Estación de Ceira
La Estación Ferroviaria de Ceira es una plataforma ferroviaria desactivada del Ramal da Lousã, que servía a la Villa de Ceira, en el ayuntamiento de Coímbra, en Portugal.

## Historia

### Apertura al servicio
Esta estación se encontraba en el tramo entre Coímbra y Lousã del Ramal da Lousã, que abrió a la explotación el 16 de diciembre de 1906, por la Compañía Real de los Caminhos de Ferro Portugueses.

### sigloXXI
En febrero de 2009, la circulación en el Ramal da Lousã fue temporalmente suspendida para la realización de obras, siendo los servicios sustituidos por autobuses.
El 4 de enero de 2010, el tramo entre el Apeadero de Coímbra-Parque y la Estación de Miranda do Corvo fue cerrado, para la reconversión del sistema ferroviario en un metro de superficie; durante el proceso, fue instituido un servicio de transporte de sustitución.